# Lijst van beschermd erfgoed in Juprelle
Onderstaande tabel geeft een overzicht van de beschermde erfgoederen in de gemeente Juprelle. Het beschermd erfgoed maakt deel uit van het cultureel erfgoed in België.
| Object                                                                     | Bouwjaar/architect | Deelgemeente     | Adres                     | Coördinaten                   | Nummer?                | Afbeelding                                                                 |
| -------------------------------------------------------------------------- | ------------------ | ---------------- | ------------------------- | ----------------------------- | ---------------------- | -------------------------------------------------------------------------- |
| Kasteel van Voroux-lez-Liers en omliggende terreinen                       |                    | Voroux-lez-Liers |                           | 50° 41' 18" NB, 5° 33' 22" OL | 62060-CLT-0003-01 Info |                                                                            |
| Orgels van de Sint-Remacluskerk                                            |                    | Fexhe-Slins      |                           | 50° 43' 19" NB, 5° 34' 16" OL | 62060-CLT-0005-01 Info | Orgels van de Sint-Remacluskerk                                            |
| Boerderij van Malaxhe: huis en de kapel en puntgevel van het entreeportaal |                    |                  | rue de la Juprelle n° 730 | 50° 42' 29" NB, 5° 30' 51" OL | 62060-CLT-0006-01 Info | Boerderij van Malaxhe: huis en de kapel en puntgevel van het entreeportaal |
| Sint-Servatiuskerk                                                         |                    | Lantin           |                           | 50° 41' 17" NB, 5° 31' 26" OL | 62060-CLT-0007-01 Info | Sint-Servatiuskerk                                                         |